# 永遠市
『永遠市』（えいえんし）は、2023年10月25日にソニー・ミュージックアソシエイテッドレコーズより発売予定、日本のバンド、amazarashiの7枚目のフルアルバム。

## 概要
前作『七号線ロストボーイズ』から1年半ぶりとなるフルアルバム。
漫画『チ。-地球の運動について-』コラボレーションソングの「カシオピア係留所」、アニメ『NieR:Automata Ver1.1a 』エンディングテーマの「アンチノミー」、映画『ヴィレッジ』コラボレーションソングの「スワイプ」を含む全13曲を収録。
この作品はアレクサンドル・コルパコフの「宇宙の漂泊者」に登場する「永遠市」がタイトルにつけられたアルバムで、amazarashiが2022年に体調を崩してから再起に向けた気持ちが込められた楽曲が収録されている。
アルバムは3形態で販売され完全生産限定盤BD、初回生産限定盤DVDには、2023年6月に一夜限りで行われたamazarashi Acoustic Live「騒々しい無人」がフルで収録されている。

## 収録曲
| #   | タイトル                     | 作詞 | 作曲・編曲 |
| --- | ---------------------------- | ---- | ---------- |
| 1.  | 「インヒューマンエンパシー」 |      |            |
| 2.  | 「下を向いて歩こう」         |      |            |
| 3.  | 「アンチノミー」             |      |            |
| 4.  | 「ごめんねオデッセイ」       |      |            |
| 5.  | 「君はまだ夏を知らない」     |      |            |
| 6.  | 「自由に向かって逃げろ」     |      |            |
| 7.  | 「スワイプ」                 |      |            |
| 8.  | 「俯きヶ丘」                 |      |            |
| 9.  | 「カシオピア係留所」         |      |            |
| 10. | 「超新星」                   |      |            |
| 11. | 「クレプトマニア」           |      |            |
| 12. | 「ディザスター」             |      |            |
| 13. | 「まっさら」                 |      |            |

| #   | タイトル                   | 作詞 | 作曲・編曲 |
| --- | -------------------------- | ---- | ---------- |
| 1.  | 「ジュブナイル」           |      |            |
| 2.  | 「たられば」               |      |            |
| 3.  | 「隅田川」                 |      |            |
| 4.  | 「ロストボーイズ」         |      |            |
| 5.  | 「リビングデッド」         |      |            |
| 6.  | 「僕が死のうと思ったのは」 |      |            |
| 7.  | 「季節は次々死んでいく」   |      |            |
| 8.  | 「カシオピア係留所」       |      |            |
| 9.  | 「そういう人になりたいぜ」 |      |            |
| 10. | 「ひろ」                   |      |            |
| 11. | 「帰ってこいよ」           |      |            |
| 12. | 「さくら」                 |      |            |
| 13. | 「馬鹿騒ぎはもう終わり」   |      |            |
| 14. | 「スワイプ」               |      |            |
| 15. | 「夕立旅立ち」             |      |            |
| 16. | 「アンチノミー」           |      |            |